# Nelson (thị trấn), Wisconsin
Nelson là một thị trấn thuộc quận Buffalo, tiểu bang Wisconsin, Hoa Kỳ. Năm 2010, dân số của thị trấn này là 560 người.